# 경착륙

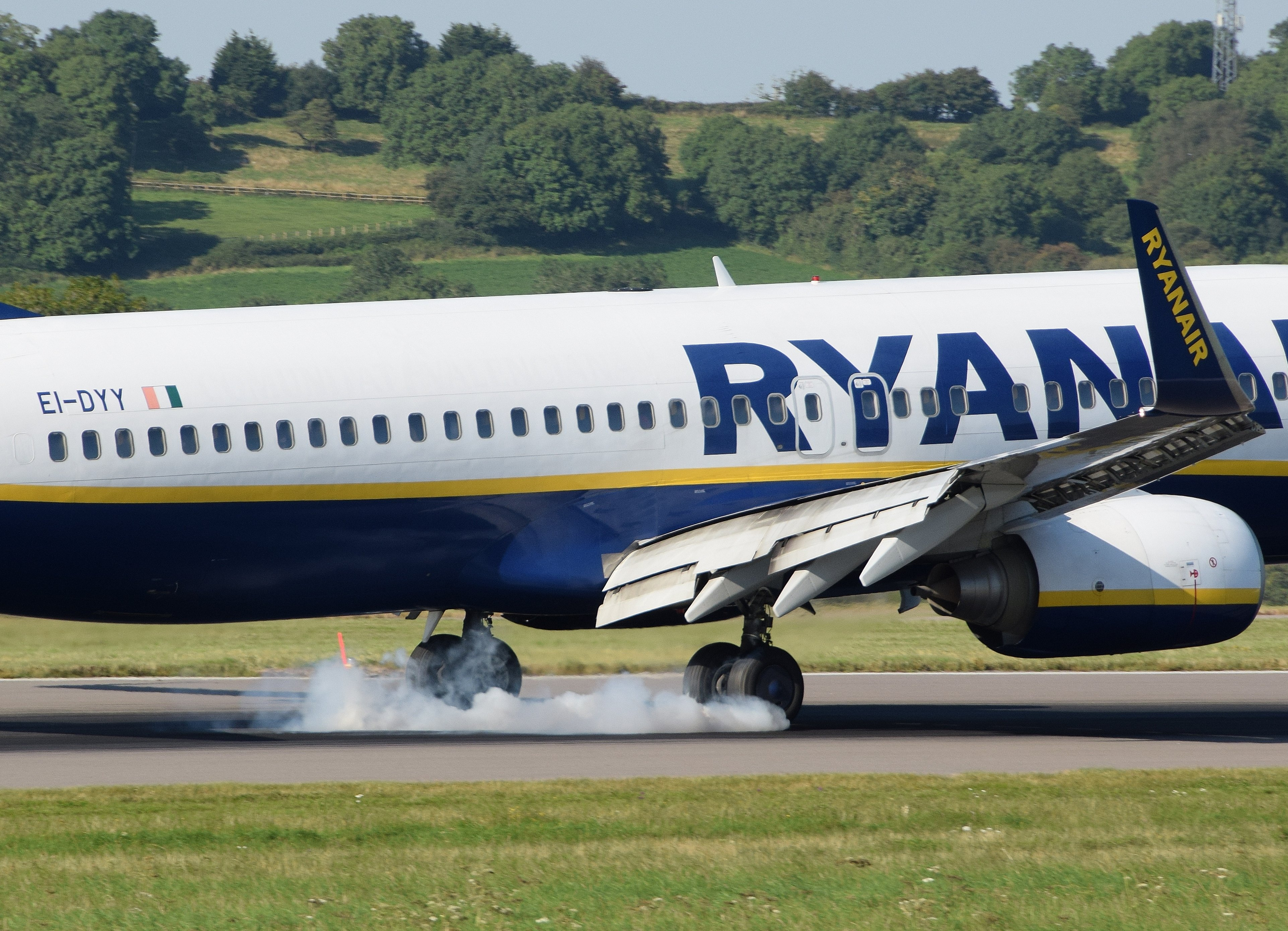
라이언에어 보잉 737-800이 접지 후 비행기의 랜딩기어의 모습

경착륙 또는 하드 랜딩(hard landing)은 항공기나 우주선이 일반 착륙보다 더 큰 수직 속도와 힘으로 땅에 부딪힐 때 발생한다. 경착륙과 확정 착륙이라는 용어는 본질적으로 다르지만 종종 혼동된다. 경착륙은 의도된 것이 아니며 항공기가 경착륙한 경우 다음 비행 전에 손상 여부를 검사해야 한다. 대조적으로, 항공기 유형(예: 보잉 737) 및 환경 조건(예: 돌풍 또는 측풍 조건, 젖은 활주로 등)에 따라 항공기 매뉴얼에서 확실한 착륙을 의도하고 요구한다.
착륙은 항공기가 지상으로 돌아오는 비행의 마지막 단계이다. 착륙 시 평균 수직 속도는 초당 약 2미터(6.6피트/초)이다. 더 큰 수직 속도는 승무원에 의해 어려움으로 분류되어야 한다. 승무원의 판단은 경착륙을 결정하는 데 가장 신뢰할 수 있다. 기록된 가속도 값을 기반으로 한 결정은 어렵고 바람직하지 않으며, 부분적으로는 실제 수직 가속도가 기록되지 않기 때문이다.
경착륙은 기상 조건, 기계적 문제, 항공기 중량 초과, 조종사의 결정 및 조종사의 실수로 인해 발생할 수 있다. 경착륙이라는 용어는 일반적으로 지형으로 통제되지 않은 하강(충돌)과 달리 조종사가 항공기에 대한 전체 또는 부분 통제권을 갖고 있음을 의미한다. 경착륙은 승객의 경미한 불편함부터 차량 손상, 구조적 결함, 부상 및 인명 손실까지 결과가 다양할 수 있다.
경착륙은 항공기에 광범위한 손상을 초래할 수 있다. 예를 들어, 2012년 6월 20일 전일본공수(All Nippon Airways)의 보잉 767기가 너무 강한 힘으로 착륙하여 항공기 표면에 큰 주름이 생겼다.
최종 접근이 안정되지 않으면 승무원은 중단하고 우회해야 한다. 이는 2015년 3월 14일 쿠알라룸푸르에서 출발한 말레이시아 항공 에어버스 A330이 멜버른 공항에 경착륙한 사건을 조사한 후 호주 교통안전국이 권고한 것이다.
헬리콥터의 경우 로터가 손상되지 않고 자유롭게 회전할 때 기계적 손상이나 엔진 손상 또는 고장이 발생한 후에 경착륙이 발생할 수 있다. 로터 위의 공기 흐름이 로터를 계속 회전시키고 약간의 양력을 제공하는 자동 회전은 하강 중에 제한된 조종사 제어를 허용할 수 있다. 무동력 하강이므로 안전하게 실행하려면 상당한 조종사 기술과 경험이 필요하다.
로켓단과 같은 우주선의 경착륙은 대개 우주선의 파괴로 끝나며 의도적일 수도 있고 의도하지 않을 수도 있다. 고속 충격이 계획된 경우(충돌의 결과를 연구하는 것이 목적인 경우) 우주선을 임팩터라고 한다. 이것은 때때로 유머러스하게 "Lithobraking"이라고 불린다.

## 같이 보기
- 비상 착륙
- 연착륙